# Perceval le Gallois
Pour les articles homonymes, voir Perceval le Gallois (livre-jeu) et Perceval (homonymie).
Pour plus de détails, voir Fiche technique et Distribution.
Perceval le Gallois  est un film français, en coproduction avec la Suisse, l'Allemagne de l'Ouest et l'Italie, réalisé par Éric Rohmer, sorti en 1978, adaptation du roman Perceval ou le Conte du Graal de Chrétien de Troyes paru en 1180.

## Synopsis
Comment Perceval le Gallois, de valet, devient chevalier en quête du Graal. Il sort un jour de sa maison enfouie dans la forêt et découvre les chevaliers. Peu à peu, il subit une initiation qui le rend fort et plus téméraire que jamais. Fasciné par une rencontre inattendue avec des chevaliers, Perceval, un garçon qui a grandi isolé dans son château et les bois environnants, est convaincu d'avoir vu des anges. Bravant la désapprobation de sa mère qui, à la suite de deuils tragiques, a tout fait pour que Perceval ne connaisse pas la guerre, il décide de se rendre à la cour du roi Arthur pour devenir chevalier. Son inexpérience et sa naïveté lui font commettre de graves erreurs. Au cours du voyage, il provoque la jalousie du chevalier Orgueilleux de la Lande (dont il a naïvement embrassé la dame), qui jure de lui faire payer.
À la cour du roi Arthur, il est investi chevalier et tue le chevalier rouge, qui est en conflit avec le roi et a insulté la reine ; il prend possession de son armure et part pour de nouvelles aventures. De Gornemant de Goort, un châtelain qui lui offre l'hospitalité, il reçoit des conseils et s'initie au maniement des armes. Dans la ville de Beaurepaire, il défend la jeune dame Blanche-Fleur en repoussant les assauts de Clamadieu des Îles, un noble qui voudrait s'emparer de son château : il le bat mais lui sauve la vie, préférant le confier aux prisons du roi Arthur. Blanche-Fleur souhaite alors retourner au château de sa mère.
Du brouillard émerge la silhouette d'un manoir. Le Roi pêcheur, son châtelain, offre l'hospitalité à Perceval. Au cours du festin, il assiste à une étrange cérémonie : un jeune homme porte une lance ensanglantée et une jeune fille une coupe, le Graal. Par discrétion, il n'ose pas demander d'explication. Le lendemain matin, il se retrouve seul, le manoir est vide. Une femme à l'allure de sorcière lui reproche de ne pas avoir posé la question qui aurait guéri le roi malade. Perceval est désormais condamné à errer et à ne pas retrouver son château. Poursuivant son périple, il a l'occasion d'humilier l'Orgueilleux de la Lande. Apprenant la renommée de ses exploits, le roi Arthur fait le vœu de le rencontrer, mais Perceval préfère la solitude.
Cinq années s'écoulent. Il apprend d'un ermite que ses malheurs viennent du fait qu'il a abandonné sa mère et qu'elle est morte de chagrin. Perceval trouve le manoir du Graal. Le Vendredi saint, il se recueille devant le spectacle de la Passion et se repent de ses péchés de vanité.

## Fiche technique
- Titre : Perceval le Gallois
- Réalisation : Éric Rohmer
- Scénario : Éric Rohmer, d'après Perceval ou le Conte du Graal de Chrétien de Troyes
- Décors : Jean-Pierre Kohut-Svelko
- Costumes : Jacques Schmidt
- Photographie : Néstor Almendros, assisté de Jean-Claude Rivière et Florent Bazin
- Son : Jean-Pierre Ruh, assisté de Jacques Pibarot, Louis Gimel et Yves Marchand
- Bruitage : Jonathan Liebling
- Mixage : Dominique Hennequin
- Photographe de plateau : Bernard Prim
- Maître d’armes : Claude Carliez
- Maître d’équitation : François Nadal
- Montage : Cécile Decugis
- Musique : Guy Robert, d'après des airs des XIIe et XIIIe siècles
- Production déléguée : Barbet Schroeder
- Directrice de production :  Margaret Ménégoz
- Sociétés de production : 
  - France : les Films du losange, FR3 Cinéma
  - Allemagne de l'Ouest : ARD, Bayerischer Rundfunk, Südwestrundfunk
  - Suisse : Société Suisse de Radiodiffusion et Télévision
  - Italie Radio Televisione Italiana
- Société de distribution : Gaumont
- Pays d'origine :  France (majoritaire),  Italie,  Suisse,  Allemagne de l'Ouest
- Langue originale : français
- Format : couleur (Eastmancolor) — 35 mm — 1,37:1 — son mono
- Genre : historique
- Visa de censure : 48.375
- Durée : 138 minutes
- Dates de sortie : 
  - États-Unis : 8 octobre 1978 (New-York)
  - France : 7 février 1979

## Distribution
- Fabrice Luchini : Perceval
- André Dussollier : Gauvain
- Marie Rivière : pucelle, dame, fille de Garin
- Pascale Gervais de Lafond : pucelle, dame, fille de Garin
- Le chœur
  - Solange Boulanger : chant, guitare sarrazine - pucelle, dame, etc.
  - Catherine Schroeder : chant, rebec
  - Francisco Orozco : chant, luth, chalemie
  - Deborah Nathan : flûte traversière
  - Jean-Paul Racodon : chant, chalumeau - le chevalier armé, valet, etc.
  - Alain Serve : chant, chalemie - le fou, l'écuyer chauve, valet, chevalier, etc.
  - Daniel Tarrare : chant - le charbonnier, Yvonet, Garin, le vavasseur, le pèlerin, etc.
  - Pascale Ogier : chant - pucelle, dame
  - Nicolaï Arutene : chant - valet, chevalier

et par ordre d'entrée en scène :
- Pascale de Boysson : la veuve dame
- Clémentine Amouroux : la pucelle de la tente
- Jacques Le Carpentier : l'Orgueilleux de la Lande
- Antoine Baud : le chevalier Vermeil
- Jocelyne Boisseau : la pucelle qui rit
- Marc Eyraud : le roi Arthur
- Gérard Falconetti : le sénéchal Ké
- Raoul Billerey : Gornemant de Goort
- Frédéric Norbert : le roi d'Escavalon
- Arielle Dombasle : Blanchefleur
- Sylvain Lévignac : Anguingueron
- Guy Delorme : Clamadieu des Îles
- Michel Etcheverry : le Roi pêcheur
- Coco Ducados : Loathly lady
- Gilles Raab : Sagremor
- Marie-Christine Barrault : la reine Guenièvre
- Jean Boissery : Guingambrésil
- Claude Jaeger : Thiébaut de Tintaguel
- Frédérique Cerbonnet : la fille ainée de Thiébaut
- Anne-Laure Meury : la pucelle aux petites manches
- Christine Lietot : la sœur du roi
- Hubert Gignoux : l'ermite

## Production

### Scénario
Le scénario du film est tiré du poème arthurien Perceval ou le Conte du Graal de Chrétien de Troyes (1137-1190). Rohmer avait déjà réalisé un documentaire sur le sujet de vingt minutes en noir et blanc pour la télévision en 1964, avec des documents et des miniatures de l'époque. Quatorze ans s'écouleront avant qu'il ne réalise la version cinématographique. Le réalisateur explique dans un entretien :

« Ce film ne prétend pas s'inscrire dans la lignée des œuvres qui, à la manière de Parsifal de Richard Wagner…, reprennent, amplifient, interprètent la légende du Graal. Ce n'est pas tant le thème qui nous importe ici, que le texte, l'un des plus beaux de la littérature française et auquel le cinéma peut redonner une audience qu'il n'a plus. »

— Éric Rohmer

### Dialogues
L'utilisation directe du texte de Chrétien de Troyes en français du XIIe siècle l'aurait empêché d'être accessible au grand public. Rohmer, qui ne se satisfait pas des traductions existantes, entreprend la sienne, en octosyllabes, qui « obéit à une double exigence, celle d'être littérale et celle d'être compréhensible ». Il ne traduit qu'une partie des 9 234 octosyllabes du poème.

« Contrairement à l'idée reçue, la poésie est plus facile à comprendre que la prose. Ces octosyllabes sont plus proches du langage parlé actuel, même celui d'un enfant de six ans, que la prose très écrit par laquelle le lecteur français d'aujourd'hui est invité prendre connaissance du texte de Chrétien de Troyes. La littérature populaire a été rimée et l'est encore. C'est en vers, généralement de huit pieds, que sont composées nos chansons et nos comédies musicales. »

— Éric Rohmer

### Une mise en scène théâtrale
Le film est entièrement tourné dans le studio d'Epinay dans un décor unique. Le réalisateur déclare dans un entretien avec Claude-Jean Philippe qu'il a « essayé de trouver la vision d'un espace simplifié, c'est-à-dire d'un espace que l'on puisse saisir presque d'un seul coup d'œil ».
La scénographie est stylisée : une arène de sable, de l'herbe peinte, des rochers en carton, une rivière en fibre de verre, trois arbres en métal, un château en carton doré, toujours le même, sur lequel seuls les blasons et les insignes changent.

### Jeu d'acteur et décors
Voici comment Rohmer lui-même explique ses choix de mise en scène :

« Les acteurs de ce film sont des récitants qui, pris par leur texte, finissent par jouer ce qu'ils s'étaient simplement proposés de dire. C'est bien ainsi que nous entendons les présenter d'emblée, par une mise en scène qui tourne délibérément le dos au réalisme cinématographique, si l'on veut, inspirée par la scénographie médiévale, mais aussi par les leçons du moderne Théâtre en Rond. Le studio de tournage sera occupé par un espace central assez vaste, sorte de lice où se rouleront les tournois et toutes les évolutions des chevaux. Autour de ce champ clos seront construit, comme autant de maisons, les décors intérieurs et extérieurs de différentes scènes. Donc on voit un film qui est à la fois médiéval et moderne. »

— Éric Rohmer

### Usage de la troisième personne
Les personnages parlent d'eux-mêmes à la troisième personne. Ils se décrivent, commentent leur comportement, même sous le coup des émotions les plus fortes. La transition entre le discours direct et le discours indirect n'est pas soulignée. Par exemple, dans une scène, Blanchefleur, avant de se mettre à pleurer, murmure : « Elle pleure ». Cela produit un effet d'éloignement fortement souhaité par Rohmer. La parole et le chant sont utilisés en alternance.

### Le chœur
Rohmer a recours à l'invention d'un chœur : des voix anonymes hors champ chantent et commentent l'histoire.

### La musique
L'auteur de la musique est Guy Robert, qui a retravaillé des airs des XIIe et XIIIe siècles et utilisé des instruments d'époque tels que le guitare sarrasine, la rebec, le luth, la flûte traversière et le chalumeau.

## Exploitation
Le film est plutôt boudé par le public, n'attirant que 145 000 spectateurs en exclusivité.

### Appréciation critique
La presse de l'époque est globalement très négative, dénonçant la froideur, la raideur scolaire ou théâtrale du film. Le critique Jean-Louis Bory, bien qu'habituellement très élogieux du cinéma de Rohmer, écrit « Je regrette que le soin de représenter les forêts profondes ait été remis à une plate-bande de choux de bruxelles montés sur tiges et dont la laideur ne s'atténue que lorsque la neige, bonne fille, consent à leur conférer un peu de cette magie qui leur fait défaut si cruellement. Comme je regrette que Perceval, sous prétexte de naïveté ou d'innocence "stylisée", elle aussi, [...] soit ce niguedouille sans charme, justifiant si peu les émois des gentes dames et doulces pucelles ».
Pour Jean de Baroncelli dans Le Monde du 13 octobre 1978, « Il n'y a pas un plan de Perceval qui ne soit le fruit d'une mûre réflexion, d'un parti pris esthétique, d'une connaissance profonde de l'œuvre originale. Joignant l'érudition de l'historien au raffinement du miniaturiste, Rohmer nous propose le plus merveilleux des voyages dans le temps ».
Pour Louis Skorecki dans Libération, « Rohmer, lui, réussit sur le fil de la corde un double pari impossible: réussir un film en costumes, un film historique, ce qui est impossible par les temps qui courent; et réussir à donner un équivalent visuel aux peintures primitives, aux icônes chevaleresques, aux poésies amoureuses. Cet art chuchoté, déclamé, hurlé, on en redemande. Ces châteaux de carton pâte qui précèdent l'invention de la perspective, on s'en étourdit. [...] Quelques erreurs, des musiques qui se trompent d'arrondissement, par exemple, n'empêchent pas Perceval de tourner le dos à l'infernal cinéma en prose, de risquer sa peau du côté de la poésie, là où ça bruit, là où ça fuit, là où on rêve ».

« Moyen Âge = enfance. Voilà l'équation qui est de plus en plus mise en avant quand il s'agit d'interpréter le cinéma dont le sujet se veut médiéval. [...] Ainsi Lancelot du Lac de Bresson (autant que Les Nibelungen de Lang), reporterait le spectateur, de par son atmosphère primitive faussement réaliste, à un monde utopique dans lequel, enfants, nous aurions pu vivre. La campagne et la forêt, les cabanes et les produits simples de la nature, la chevalerie représentée avec des couleurs aux tonalités quotidiennes, raccourcissent les distances avec cette histoire écrite il y a huit siècles et nous plongent dans le souvenir imaginaire d'un passé vécu, comme si le Moyen Âge dans sa version pure était le souvenir même de notre enfance. [...] Quant au Perceval de Rohmer, il lui reviendrait sûrement la première place dans cette hiérarchie fondée sur une perspective liée à l'enfance. »

— Giovanna Angeli, Perceval le Gallois d'Éric Rohmer et ses sources, pp. 33-48.

### Distinctions
- 2 nominations aux César 1980 : Meilleure photographie (Nestor Almendros) et Meilleur son (Jean-Pierre Ruh).
- Prix Méliès 1979.

## Postérité
Le 6 mars 2007, le Musée National du Moyen Âge organise à Paris une table ronde sur la représentation du Graal au cinéma qui réunit autour d'Éric Rohmer les médiévistes Michel Zink, François Amy de la Bretèque et Xavier Kawa-Topor. Rohmer y expose les conditions possibles de la représentation du mystère du Graal au cinéma.